# Orangerimuseet

Orangerimuseet är ett skulpturmuseum på Ulriksdals slottsområde, Solna kommun. Byggnadens föregångare uppfördes på 1660-talet. Nuvarande orangeri tillkom i början på 1700-talet och är ritat av Nicodemus Tessin d.y. År 1988 beslutade kung Carl XVI Gustaf att upplåta orangeriet som skulpturmuseum. Orangeriet är öppet sommarmånaderna vid guidade visningar. 
| Vänster: Första orangeriet nedanför "Mons Mariae", kopparstick av Adam Perelle i Suecia antiqua et hodierna. Höger: Orangeriet med resterna av "Mons Mariae" i januari 2008. |  | Vänster: Första orangeriet nedanför "Mons Mariae", kopparstick av Adam Perelle i Suecia antiqua et hodierna. Höger: Orangeriet med resterna av "Mons Mariae" i januari 2008. |
| Vänster: Första orangeriet nedanför "Mons Mariae", kopparstick av Adam Perelle i Suecia antiqua et hodierna. Höger: Orangeriet med resterna av "Mons Mariae" i januari 2008. |  | |

Det första orangeriet på Ulriksdal byggdes 1662-1664 efter Jean de la Vallées ritningar. Då odlades bland annat pomeranser, citroner och apelsiner i huset. Sommartid flyttades växterna ut i slottsparken. I början av 1700-talet uppfördes det nuvarande orangeriet, arkitekt var Nicodemus Tessin d.y. Byggnaden uppfördes i sten istället för trä, vilket var ovanligt för tiden.
På 1860-talet, under Karl XV:s tid på Ulriksdal, genomfördes en omfattande ombyggnad som innebar bland annat att en nybyggd rumsfil på baksidan tillkom som bostäder för trädgårdsarbetarna samt att de tidigare öppna portikerna i hörnpaviljongerna blev slutna rum.
I det dåvarande kronprinsparet Gustaf Adolf och Louise (Gustaf VI Adolf och drottning Louise) fick Ulriksdal på 1920-talet ett herrskap med stort intresse för växter, en period som varade i 50 år som innebar en blomstringstid för orangeriet och slottets växthus.
Under 1987–1991 restaurerades och byggdes orangeriet om för att kunna öppna ett skulpturmuseum. De ursprungliga orangerigallerierna är sedan 1988 ett museum där Nationalmuseums samlingar av svensk bildhuggarkonst från 1700-talets början till 1900-talet visas. Bland verken finns arbeten av Tobias Sergel, Bengt Erland Fogelberg, Johan Niclas Byström och Christian Eriksson. Museet består av tre avdelningar; Gula Galleriet – 1700-talet, Mittportiken och Rosa Galleriet – 1800-talet.

## Utställningen (urval)

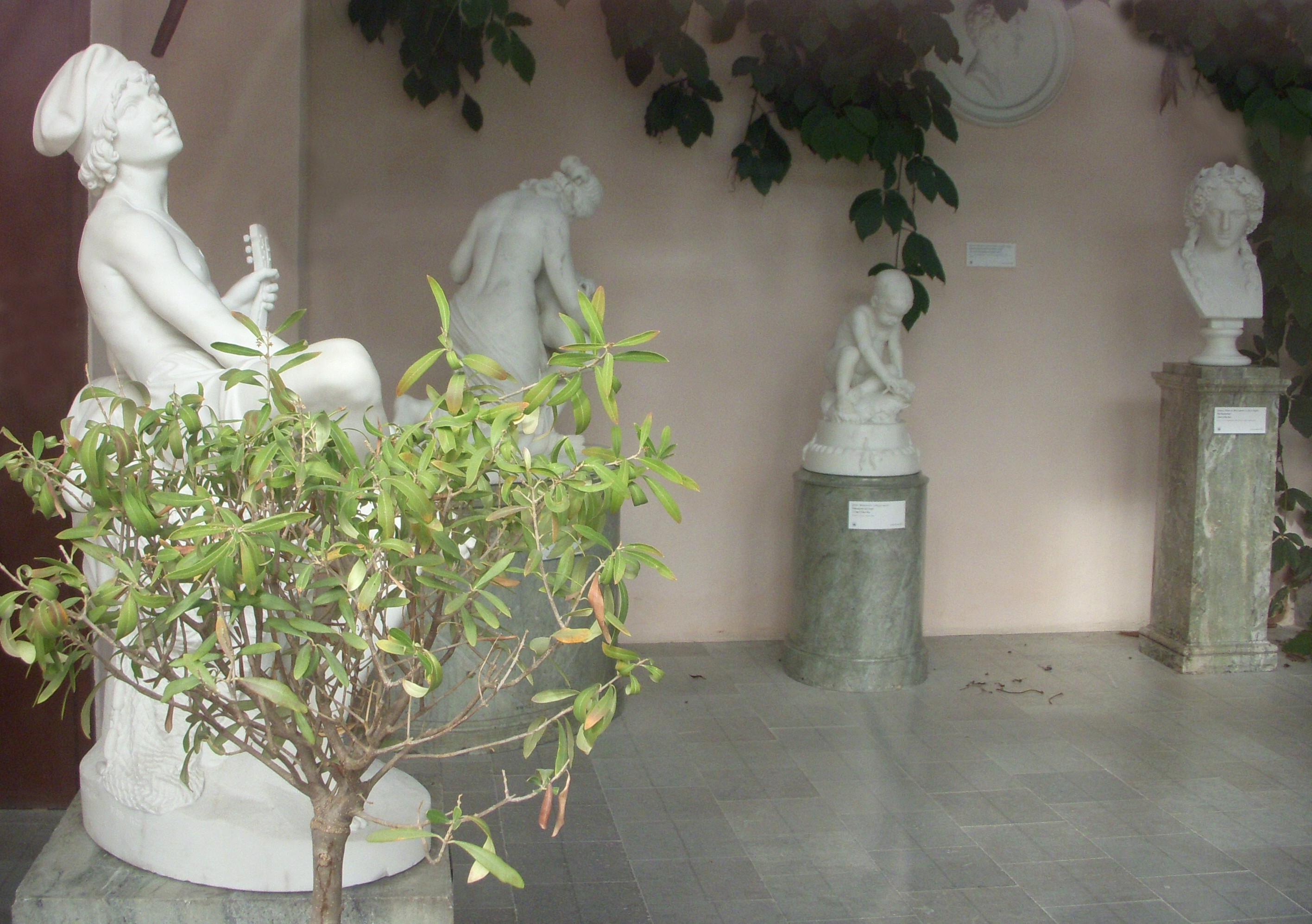
Skulpturer i museet
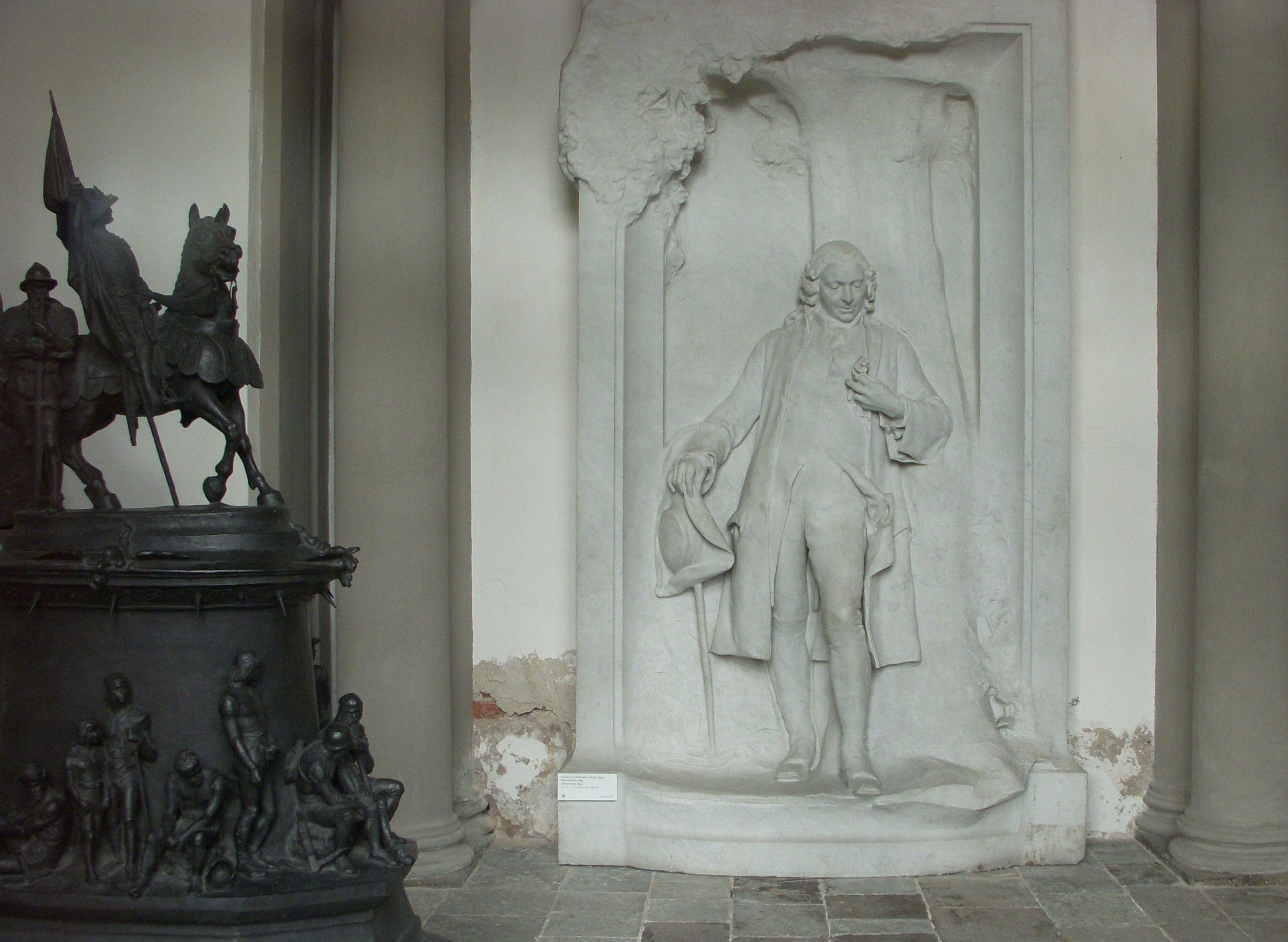
"Carl von Linné" Christian Eriksson 1894
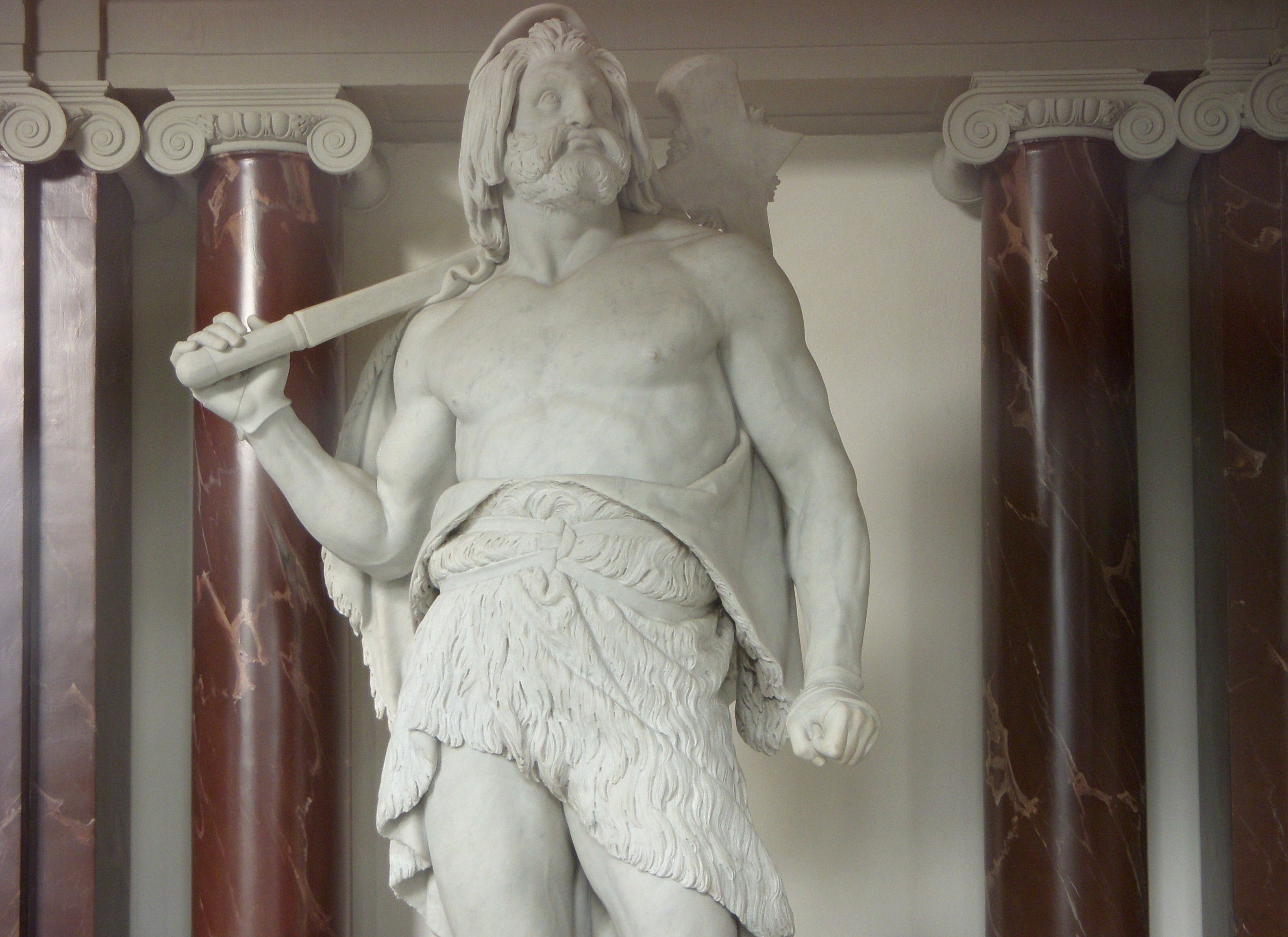
"Thor" Bengt Erland Fogelberg, 1844
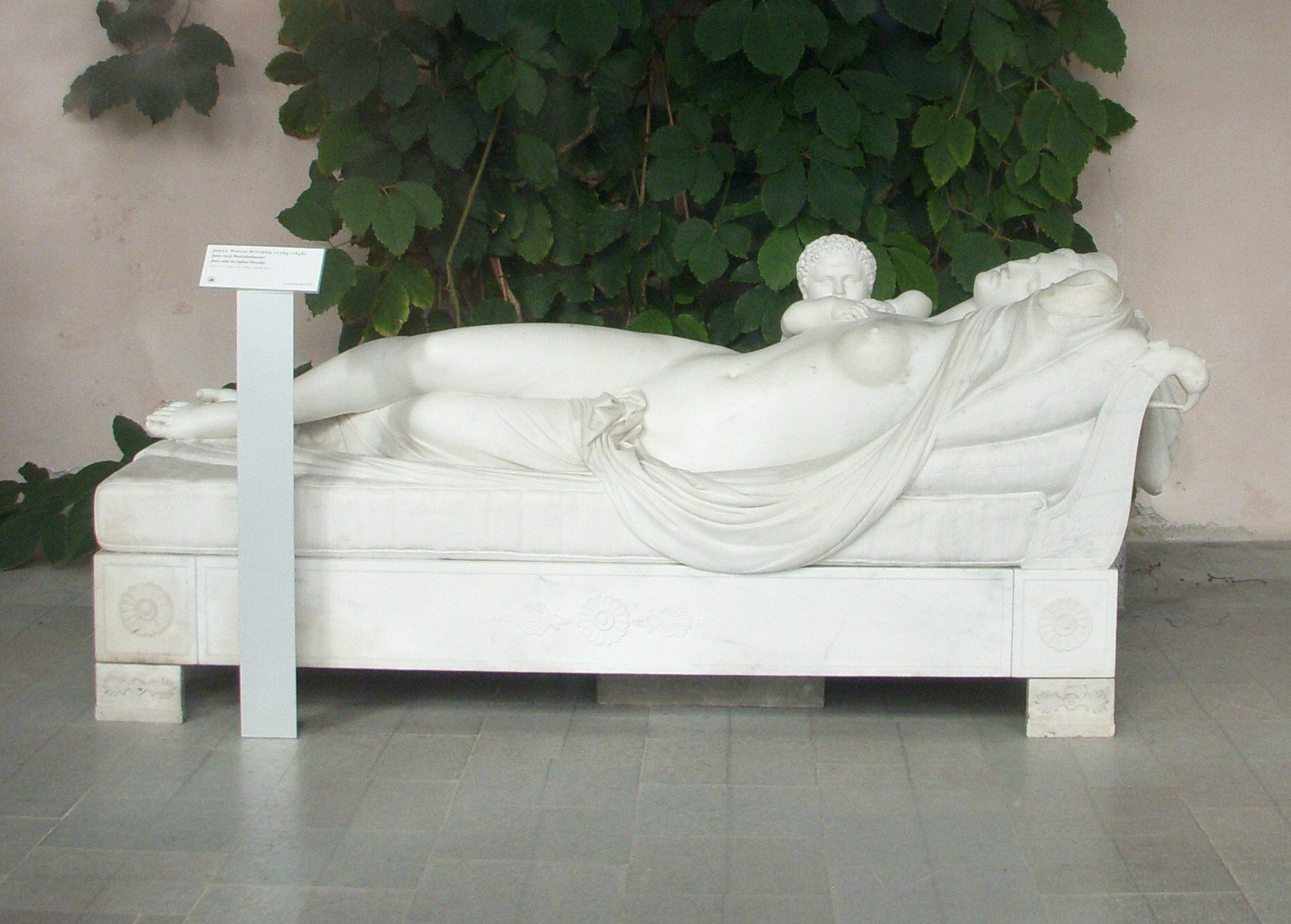
"Juno med Herkulesbarnet" Johan Niclas Byström